# Tile Hagemann
Tile Hagemann, auch Tiele Hagemann der Jüngere genannt (geboren um 1530 in Uelzen; gestorben August 1592 ebenda), war ein deutscher Kaufmann und Leinenhändler, Uelzener Ratsherr, Richter und Kämmerer.
Der am 6. August 1592 Beigesetzte war Verfasser von Aufzeichnungen mit dem Titel Denkelbok. Nach dem Kommunalpolitiker ist die Tile-Hagemann-Straße in Uelzen benannt.